# Sinopesa kumensis
Espèce
Sinopesa kumensis est une espèce d'araignées mygalomorphes de la famille des Nemesiidae.

## Distribution
Cette espèce est endémique de l'archipel Nansei au Japon,. Elle se rencontre sur Kume-jima.

## Description
La carapace du mâle holotype mesure 3,7 mm de long sur 3,1 mm et l'abdomen 3,5 mm de long sur 2,0 mm et la carapace de la femelle paratype mesure 4,7 mm de long sur 4,0 mm et l'abdomen 4,5 mm.
Les mâles mesurent de 7 à 8 mm et les femelles de 9 à 10 mm.

## Étymologie
Son nom d'espèce, composé de kum[e] et du suffixe latin -ensis, « qui vit dans, qui habite », lui a été donné en référence au lieu de sa découverte, Kume-jima.

## Publication originale
- Shimojana & Haupt, 2000 : A new nemesiid spider (Arachnida, Araneae) from the Ryukyu Archipelago, Japan. Zoosystema, vol. 22, no 4, p. 709-717 (texte intégral).